# Nậm Sì Lường
Nậm Sì Lường hay Nậm Xí Lùng là một suối chảy ở huyện Mường Tè tỉnh Lai Châu, Việt Nam.
Nậm Sì Lường là phụ lưu của Nậm Bum trong lưu vực sông Đà, dài cỡ 41 km, diện tích lưu vực 224 km², mã sông "02 02 63 15 03"..
Nậm Sì Lường bắt nguồn từ các suối ở vùng núi biên giới Việt - Trung phía bắc xã Pa Vệ Sử, với đỉnh Pu Si Lung cao 3076 m 22°37′39″B 102°47′16″Đ / 22,627394°B 102,787756°Đ, chảy về hướng nam.
Tại thị trấn Mường Tè Nậm Sì Lường đổ vào dòng Nậm Bum 22°22′21″B 102°49′55″Đ / 22,372635°B 102,832041°Đ.
Dòng Nậm Bum chảy hướng tây, đổ vào sông Đà ở bản Ta Pán nơi có cầu Pô Lếch ở xã Bum Tở huyện Mường Tè.

## Thủy điện
Trên dòng Nậm Sì Lường năm 2019 triển khai 3 dự án thủy điện.
Thủy điện Nậm Sì Lường 1 có công suất lắp máy 30 MW, tại xã Pa Vệ Sử, dự kiến hoàn thành quý 4/2019.
Thủy điện Nậm Sì Lường 3 có công suất lắp máy 21 MW, tại xã Pa Vệ Sử và Bum Tở, dự kiến hoàn thành quý 1/2020.
Thủy điện Nậm Sì Lường 4 có công suất lắp máy 20 MW, tại xã Pa Vệ Sử và Bum Tở, dự kiến hoàn thành quý 1/2020.